# 斯科蒂·詹姆斯
斯科蒂·詹姆斯（英語：Scotty James，1994年7月6日—）生于维多利亚州墨尔本，是一名澳大利亚男子单板滑雪运动员，主攻半管项目。他在1岁时开始接触滑雪，3岁时开始接触单板滑雪，6岁时开始参加比赛。詹姆斯原本无缘2010年温哥华冬奥名单，后来由于原本入选名单的Nate Johnstone因伤放弃资格，詹姆斯便赶往加拿大参加世界杯分站赛，最终他成功获得足够的奥运积分，并入选名单，成为该届冬奥年龄最小的男选手的同时也成为50年来年龄最小的澳大利亚男子奥运选手。

## 外部連結
- 官方网站
- 斯科蒂·詹姆斯在FIS (snowboarding)（英语）
- 斯科蒂·詹姆斯在Olympics.com（英语）
- 斯科蒂·詹姆斯在Olympedia（英语）
- 斯科蒂·詹姆斯在Australian Olympic Committee（英语）
- 斯科蒂·詹姆斯在X Games (archived)（英语）
- 斯科蒂·詹姆斯的Instagram帳戶
- 斯科蒂·詹姆斯的X（前Twitter）